# GT.M
GT.M とは、高速でスキーマレスな階層構造型データベースエンジンで、トランザクション処理に最適化されている。GT.M はアプリケーション開発環境であり、ANSI/ISO/JIS国際標準M 言語 (MUMPS) のコンパイラでもある。

## 概要
GT.M の起原は Greystone Technology M で、Greystone Technology Corp. によって開発された。現在は、様々なUNIXシステムやヒューレット・パッカード・エンタープライズのOpenVMSシステム等向けに実装されている。又、伝統的なM言語の機能に加え、実行中にインタプリタを必要としないオブジェクトコードを生成する最適化コンパイラが提供されている。尚、階層構造データにおいては、RDBを凌駕する検索速度などが報告されている。

## GT.M と 他のM言語実装
GT.Mは、他のM言語実装とは以下が異なる。
- データとコードが別ファイルで管理されている
- ソースコードは、インタプリタ実行ではなくコンパイルされる

## GT.M の稼働環境
GT.Mは、以下の環境で稼働する。
IBM RS/6000 AIX, HP Alpha/AXP, Tru64 UNIX, OpenVMS, HP Series 9000 HP-UX, Sun SPARC Solaris, x86 GNU/Linux
尚、ライセンス形態はAGPLで、x86/Linux, HP Alpha/AXP, Tru64 Unix and HP Alpha/AXP OpenVMS環境下において提供されている。IA64/HPUX, IA64/Linux環境向けは現在開発中。